# Andriy Bondar
Andriy Volodymyrovych Bondar (en ucraniano: Андрій Володимирович Бондар; nacido el 14 de agosto de 1974) es un poeta, intérprete, escritor de opinión ucraniano y miembro de la Unión Nacional de Escritores de Ucrania en 1998. 

## Primeros años y educación
Nació el 14 de agosto de 1974, en la ciudad ucraniana de Kamianets-Podilskyi.  En 1991, Bondar recibió su diploma del Instituto de Enseñanza Secundaria n.º 9 de Kamia|nets-Podilskyi. . De 1991 a 1994 asistió a la Facultad de Filología del Instituto Pedagógico Kamianets-Podilskyi (actualmente Universidad Nacional Kamyanets-Podilsky Ivan Ohienko). Se matriculó en la Universidad Nacional de Kyiv-Academia Mohyla para estudiar historia y teoría literaria en 1994 y se licenció en 2001. Tras mudarse a Kiev, pierde un gran cuaderno que incluía toda la poesía que había escrito durante los tres años anteriores a los pocos meses de mudarse. 

## Carrera profesional
Redactor jefe de la publicación de la Unión Nacional de Escritores de Ucrania Література плюс de 1998 a 2000; de 2001 a 2002, redactor jefe adjunto de la revista Єва; redactor de la página literaria Книжкова лавка del periódico Дзеркало тижня (2001-2007), y más tarde columnista de Газети по-українськи en 2006. 
El primer libro de poesía de Bondar, Весіння єресь (Herejía de primavera), salió a la venta en 1998. Le siguieron Істина і мед (Verdad y miel), Примітивні форми власностіvlasnosti (Formas primitivas de propiedad) en 2004.  Además, es autor de las colecciones de relatos cortos І тим, що в гробах (Y para los que están en las tumbas) en 2016, y Морквяний лід (Hielo de zanahoria) en 2012. Ha escrito una gran cantidad de ensayos, cuentos y artículos para diferentes revistas.
Inglés, Alemán, Francés, Polaco, Sueco, Portugués, Rumano, Croata, Lituano, Bielorruso y Checo son algunos de los idiomas a los que se ha traducido su poesía y prosa.  Ha traducido más de cuarenta volúmenes de obras literarias polacas e inglesas, entre poesía, ficción, no ficción y estudios académicos. Editó la comunidad bilingüe Facebook Eurolution.Doc (Ucrania en Maidan) de enero a abril de 2014. 
Bondar ha traducido muchos libros del inglés al ucraniano, entre ellos Walking the Amazon (2012) de Ed Stafford y Short Walks from Bogota: Viajes por la nueva Colombia (2013), de Tom Freiling. La ciencia del amor y la traición de Robin Dunbar (2013), Nikolai Gogol y Edyta Bojanowska por el libro Entre el nacionalismo ruso y ucraniano (2013), La próxima convergencia de Michael Spence; Nada es verdad y todo es posible (2015) de Peter Pomerantsev; Robert D. Kaplan de Robert D. Kaplan, Eastward to Tartary; Anthony Pagden, Worlds at War; y Michael Spence, The Future of Economic Growth in a Multispeed World.

## Obras
Bondar ha escrito y publicado las siguientes poesías y traducciones:

### Literatura y poesía
- Herejía de primavera (1998)
- "Verdad y miel" (2001)
- MASKUL'T (2003)
- Formas primitivas de propiedad (2004)[9]
- 100 mil palabras sobre el amor, interjecciones incluidas (2008)
- "Metamorfosis: 10 poetas ucranianos de los últimos 10 años (2011)
- Hielo de zanahoria (2012)
- 13 cuentos de Navidad (2014)
- Y a los que están en los ataúdes (2016)

### Traducciones
- Ferdydurke de Witold Gombrowicz (2002)
- Tiempo para todos de Marek Lavrynovych (2005)
- Lustyvnia de Michal Vitkovsky (2006)
- Funeral de Sacre de Pavel Smolensky (2006)
- Adiós al Imperio de Olya Hnatiuk (2006)
- El poeta habla con el pueblo de Bohdan Zadura (2007)
- ¡Nunca en la vida!, de Katarzyna Grochola (2008)
- Mancha en el techo, de Piotr Zaremba (2008)
- Corazón en la honda de Katarzyna Grochola (2009)
- Comiste como una piedra, de Wojciech Tochman (2009)
- ¡Te lo enseñaré! de Katarzyna Grochola (2010)

## Posiciones políticas

### Renombramiento de la avenida Moskovsky
En honor a Stepán Bandera, se cambió el nombre de la avenida Moskovsky de Kiev. El 7 de julio de 2016, 87 de los 97 representantes del Consejo Municipal de Kiev votaron a favor de esta resolución. Según Bondar, se trata de un error absurdo. Señaló que Bandera despierta diversas emociones en su sociedad y es una forma segura de caer mal a los polacos que están pasando por otra ronda de irritación de imagen a la luz del aniversario de las Masacre de polacos en Volinia. 

### Oleg Sentsov y los presos políticos ucranianos
Bondar respaldó una carta abierta enviada en junio de 2018 a líderes internacionales por legisladores, defensores de los derechos humanos y personalidades destacadas del mundo de las artes en la que se les instaba a defender al cineasta ucraniano Oleg Sentsov y a otros presos políticos detenidos en Rusia. 

## Vida personal
Bondar vive actualmente en Kiev. La escritora Sofia Andrukhovych es su esposa, y juntos tienen una hija, Varvara (nacida el 10 de marzo de 2008).

## Premios y reconocimientos
Bondar ha recibido premios y reconocimientos como:
- Libro del año de la BBC en la categoría de Ensayos (2018)[12]
- Miembro de la Unión Nacional de Escritores de Ucrania (1998)[1]
- Premio de la editorial Smoloskyp (1997)[5][13]